# Morti nell'865
| Questa pagina contiene informazioni ricavate automaticamente dalle voci biografiche con l'ausilio del template Bio e di un bot. L'aggiornamento è periodico e automatico e ricostruisce completamente la pagina. Se manca una persona in questa lista, sei pregato di non aggiungerla, ma accertati piuttosto che la sua voce biografica contenga il template Bio e che i dati anagrafici siano correttamente compilati. Se il template Bio manca, inseriscilo tu stesso o, in alternativa, metti l'avviso {{tmp\|Bio}} che ne segnala la mancanza. Se i dati riportati sono sbagliati, correggi direttamente la voce biografica; le modifiche saranno visibili in questa lista entro pochi giorni. Per chiarimenti vedi il progetto biografie. La lista contiene solo le 8 persone che sono citate nell'enciclopedia e per le quali è stato implementato correttamente il template Bio. Pagina aggiornata al 10 ago 2025. |

- 3 febbraio - Oscar di Brema, vescovo, monaco cristiano e santo franco (n. 801)
- 8 marzo - Rodolfo di Fulda, storico, teologo e religioso franco
- 26 aprile - Pascasio Radberto, abate, teologo e santo franco
- 11 novembre - Petronas, generale e funzionario bizantino
- Ernesto di Nordgau, nobile franco
- Etelberto del Wessex, sovrano inglese
- Manasseh I, sovrano
- Ragnarr Loðbrók, sovrano norrena